# نوت‌تب
نوت‌تب یک ویرایشگر متن تمام‌صفحه، چندپرونده‌ای، رایگان‌افزار/تجاری برای مایکروسافت ویندوز است که توسط اریک فوکز از فوکز سافتویر سوئیس گسترش یافته. نام نوت‌تب به این موضوع اشاره دارد که یکی از نخستین ویرایشگرهای متنی بود که می‌توانست چندین سند را در چندین تب مختلف ویرایش کند.
نخستین نسخه از نوت‌تب با نام مینی نوت‌تب در سال ۱۹۹۵ میلادی منتشر شد.

## ویژگی‌ها
برخی ویژگی‌های این نرم‌افزار عبارتند از:
- توانایی جستجو و جایگزینی سریع با پشتیبانی از عبارت‌های باقاعده
- توانایی چسباندن خودکار متن از بریده‌دان
- امکان تعریف تکه‌های متن ازپیش‌تعیین‌شده و ماکرو
- وجود ابزارهای دم دستی مانند مبدل یکاها، محاسبه‌گر رهن، تولیدکنندهٔ گذرواژه، رمزنگاری و رمزگشایی داده‌ها، تولیدکنندهٔ هش و…
- غلط‌یاب انگلیسی
- آمار و شمار واژه‌ها
- امکان تبدیل متن به اچ‌تی‌ام‌ال و برعکس
- انتقال‌پذیری